# Echinopsis pseudomamillosa
Echinopsis pseudomamillosa ist eine Pflanzenart aus der Gattung Echinopsis in der Familie der Kakteengewächse (Cactaceae). Das Artepitheton pseudomamillosa leitet sich vom griechischen Wort pseudo für ‚falsch‘ ab und verweist auf die Ähnlichkeit mit der Art Echinopsis mamillosa.

## Beschreibung
Echinopsis pseudomamillosa wächst einzeln. Die kugelförmigen bis breit kugelförmigen Triebe erreichen bei einem Durchmesser von 12 Zentimetern Wuchshöhen von bis zu 8 Zentimeter. Es sind etwa 18 deutlich gekerbte Rippen vorhanden, die deutliche Höcker bilden. Die auf ihnen befindlichen elliptischen Areolen sind cremefarben und stehen bis zu 1,5 Zentimeter voneinander entfernt. Aus ihnen entspringen sieben bis zehn sehr ungleiche Dornen, die etwas kammförmig angeordnet sind. Vier bis sieben Dornen stehen seitlich ab, zwei sind aufwärts gerichtet und einer ist abwärts gerichtet. Die nadeligen Dornen sind grau, besitzen eine braune Spitze und weisen eine Länge von 0,5 bis 4 Zentimeter auf.
Die trichterförmigen-langröhrigen, weißen Blüten erscheinen seitlich in der Nähe des Triebscheitels und öffnen sich in der Nacht. Sie sind bis zu 18 Zentimeter lang und weisen einen Durchmesser von 8 Zentimeter auf.

## Verbreitung und Systematik
Echinopsis pseudomamillosa ist im bolivianischen Departamento Cochabamba Provinz Cercado in mittleren Lagen um 2500 Meter verbreitet.
Die Erstbeschreibung durch Martín Cárdenas wurde 1959 veröffentlicht.
Echinopsis pseudomamillosa wird von Walter Rausch und von Gonzalo Navarro als Synonym von Echinopsis obrepanda betrachtet.

## Nachweise